# フェリシア (小惑星)
フェリシア (294 Felicia) は小惑星帯にある小惑星の一つ。
1890年7月15日にニースでオーギュスト・シャルロワによって発見された。女性の名前が付けられたが、正確な由来は不明である。